# Restrepia vasquezii
Restrepia vasquezii är en orkidéart som beskrevs av Carlyle August Luer. Restrepia vasquezii ingår i släktet Restrepia och familjen orkidéer. Inga underarter finns listade i Catalogue of Life.